# Морі-Сіті (Теннессі)
Морі-Сіті (англ. Maury City) — місто (англ. town) в США, в окрузі Крокетт штату Теннессі. Населення — 583 особи (2020).

## Географія
Морі-Сіті розташоване за координатами 35°48′52″ пн. ш. 89°13′26″ зх. д. / 35.81444° пн. ш. 89.22389° зх. д. (35.814364, -89.223868).  За даними Бюро перепису населення США в 2010 році місто мало площу 2,92 км², уся площа — суходіл.

## Демографія
Згідно з переписом 2010 року, у місті мешкали 674 особи в 271 домогосподарстві у складі 184 родин. Густота населення становила 231 особа/км².  Було 327 помешкань (112/км²).
Расовий склад населення:
| - 65,4 % — білих - 25,7 % — чорних або афроамериканців - 0,1 % — азіатів - 6,8 % — осіб інших рас |

До двох чи більше рас належало 1,9 %. Частка іспаномовних становила 10,1 % від усіх жителів.
За віковим діапазоном населення розподілялося таким чином: 23,9 % — особи молодші 18 років, 58,4 % — особи у віці 18—64 років, 17,7 % — особи у віці 65 років та старші. Медіана віку мешканця становила 40,3 року. На 100 осіб жіночої статі у місті припадало 93,7 чоловіків;  на 100 жінок у віці від 18 років та старших — 94,3 чоловіків також старших 18 років.
Середній дохід на одне домашнє господарство  становив 38 545 доларів США (медіана — 27 159), а середній дохід на одну сім'ю — 46 907 доларів (медіана — 30 833). За межею бідності перебувало 37,1 % осіб, у тому числі 59,8 % дітей у віці до 18 років та 21,4 % осіб у віці 65 років та старших.
Цивільне працевлаштоване населення становило 270 осіб. Основні галузі зайнятості: освіта, охорона здоров'я та соціальна допомога — 22,2 %, виробництво — 20,0 %, будівництво — 13,0 %, науковці, спеціалісти, менеджери — 11,9 %.